# YTN 뉴스NIGHT
《YTN 뉴스NIGHT》는 대한민국 YTN에서 평일 밤 9시 40분, 주말 밤 9시 50분에 방송되는 YTN의 메인 뉴스 프로그램이다. 1995년 3월 1일부터 프로그램 YTN 스포츠뉴스 후속으로 편성되었다.  주말, 공휴일에는 《YTN 뉴스와이드 (2150)》으로 방송된다.

## 방송 시간
- 현재 방송 시간은 2024년 7월 15일부터 기준으로 한다.

| 방송 채널 | 방송 기간                         | 방송 시간 |
| --------- | --------------------------------- | --- |
| YTN       | 1995년 3월 1일 ~ 2003년 3월 9일   | 매일 밤 10시 ~ 10시 40분 (40분) |
| YTN       | 2003년 3월 10일 ~ 2004년 2월 29일 | 매일 밤 11시 ~ 11시 40분 (40분) |
| YTN       | 2004년 3월 1일 ~ 2005년 11월 6일  | 매일 밤 11시 ~ 11시 45분 (45분) |
| YTN       | 2005년 11월 7일 ~ 2016년 6월 6일  | 매일 밤 10시 ~ 12시 (2시간) |
| YTN       | 2017년 1월 2일 ~ 2018년 12월 2일  | 매일 밤 10시 ~ 12시 (2시간) |
| YTN       | 2016년 6월 7일 ~ 2017년 1월 1일   | 매일 밤 10시 ~ 11시 40분 (1시간 40분) |
| YTN       | 2018년 12월 3일 ~ 2019년 4월 14일 | 평일 밤 9시 50분 ~ 12시 (2시간 10분) 주말 밤 10시 ~ 12시 (2시간) |
| YTN       | 2019년 4월 15일 ~ 2020년 5월 31일 | 매일 밤 9시 50분 ~ 12시 (2시간 10분) |
| YTN       | 2020년 6월 1일 ~ 2020년 9월 20일  | 평일 밤 9시 45분 ~ 11시 50분 (2시간 5분) 주말 밤 9시 50분 ~ 11시 50분 (2시간) |
| YTN       | 2022년 4월 4일 ~ 2022년 6월 6일   | 평일 밤 9시 45분 ~ 11시 50분 (2시간 5분) 주말 밤 9시 50분 ~ 11시 50분 (2시간) |
| YTN       | 2020년 9월 21일 ~ 2022년 4월 3일  | 월요일 ~ 목요일 밤 9시 45분 ~ 11시 50분 (2시간 5분) 금요일 밤 9시 45분 ~ 11시 (1시간 15분) 주말 밤 9시 50분 ~ 11시 50분 (2시간)                                                  |
| YTN       | 2022년 6월 7일 ~ 2023년 1월 1일   | 평일 밤 9시 40분 ~ 11시 50분 (2시간 10분) 주말 밤 9시 50분 ~ 11시 50분 (2시간)                                                                                                   |
| YTN       | 2023년 1월 2일 ~ 2024년 4월 30일  | 평일 밤 9시 35분 ~ 11시 50분 (2시간 15분) 주말 밤 9시 50분 ~ 11시 50분 (2시간)                                                                                                   |
| YTN       | 2024년 5월 1일 ~ 2024년 6월 9일   | 평일 밤 9시 30분 ~ 11시 50분 (2시간 20분) 주말 밤 9시 50분 ~ 11시 50분 (2시간)                                                                                                   |
| YTN       | 2024년 6월 10일 ~ 2024년 6월 16일 | 월, 화, 목, 금요일 밤 9시 30분 ~ 11시 50분 (2시간 20분) 수요일 밤 9시 30분 ~ 11시 20분 (1시간 50분) 주말 밤 9시 50분 ~ 11시 50분 (2시간)                                         |
| YTN       | 2024년 6월 17일 ~ 2024년 7월 14일 | 월, 화, 목, 금요일 밤 9시 40분 ~ 11시 50분 (2시간 10분) 수요일 밤 9시 40분 ~ 11시 20분 (1시간 40분) 주말 밤 9시 50분 ~ 11시 50분 (2시간)                                         |
| YTN       | 2024년 7월 15일 ~ 현재            | 월, 화, 목요일 밤 9시 40분 ~ 11시 50분 (2시간 10분) 수요일 밤 9시 40분 ~ 11시 20분 (1시간 40분) 금요일 밤 9시 40분 ~ 11시 10분 (1시간 30분) 주말 밤 9시 50분 ~ 11시 50분 (2시간) |

## 앵커

### 평일

#### 남성
| 역대 | 진행자          | 진행 기간                         | 비고  |
| ---- | --------------- | --------------------------------- | ----- |
| 1대  | 김경수 기자     | 1995년 3월 1일 ~ 2019년 9월 27일  |       |
| 2대  | 이종구 기자     | 2019년 9월 30일 ~ 2020년 2월 14일 |       |
| 3대  | 김경수 기자     | 2020년 2월 17일 ~ 2020년 8월 7일  | [ 1 ] |
| 4대  | 오동건 기자     | 2020년 8월 10일 ~ 2022년 6월 3일  | [ 2 ] |
| 5대  | 정진형 아나운서 | 2022년 6월 7일 ~ 2024년 4월 1일   |       |
| 6대  | 함형건 기자     | 2024년 4월 2일 ~ 2024년 4월 30일  |       |
| 7대  | 성문규 기자     | 2024년 5월 1일 ~ 현재             |       |

#### 여성
| 역대 | 진행자          | 진행 기간                         | 비고 |
| ---- | --------------- | --------------------------------- | ---- |
| 1대  | 나연수 기자     | 1995년 3월 1일 ~ 2019년 9월 27일  |      |
| 2대  | 차정윤 기자     | 2019년 9월 30일 ~ 2020년 2월 21일 |      |
| 3대  | 최영주 기자     | 2020년 2월 24일 ~ 2021년 4월 9일  |      |
| 4대  | 이광연 기자     | 2021년 4월 12일 ~ 2022년 6월 3일  |      |
| 5대  | 김정아 기자     | 2022년 6월 7일 ~ 2024년 4월 1일   |      |
| 6대  | 유다원 아나운서 | 2024년 4월 2일 ~ 2025년 1월 3일   |      |
| 7대  | 이은솔 아나운서 | 2025년 1월 6일 ~ 2025년 3월 14일  |      |
| 8대  | 박민설 아나운서 | 2025년 3월 17일 ~ 현재            |      |

### 주말

#### 여성
| 역대 | 진행자            | 진행 기간                          | 비고 |
| ---- | ----------------- | ---------------------------------- | ---- |
| 1대  | 이세나 아나운서   | 2009년 11월 21일 ~ 2019년 4월 14일 |      |
| 2대  | 황보혜경 아나운서 | 2019년 4월 20일 ~ 일자 미상        |      |

## 구성
- YTN 뉴스NIGHT 오프닝ㅣ성문규 유다원ㅣ무작위
- 헤드라인ㅣ성문규 유다원ㅣ무작위
- 포커스NIGHTㅣ성문규
- YTN 날씨ㅣ김수현
- YTN 뉴스NIGHT 클로징ㅣ성문규 유다원ㅣ무작위

※ 포커스NIGHT는 새벽에 재방송을 한다. (방송시간: 2시 20분 ~ 2시 50분, 분량: 30분)

## 타이틀 변천사
| 역대 | 타이틀                                      | 방송 기간                          |
| ---- | ------------------------------------------- | ---------------------------------- |
| 1기  | YTN 프라임뉴스                              | 1995년 3월 1일 ~ 2005년 11월 6일   |
| 2기  | YTN 뉴스나이트                              | 2005년 11월 7일 ~ 2009년 11월 13일 |
| 3기  | YTN 투나잇                                  | 2009년 11월 16일 ~ 2012년 2월 3일  |
| 4기  | YTN 뉴스나이트                              | 2012년 2월 6일 ~ 2014년 10월 24일  |
| 5기  | YTN 뉴스 10                                 | 2014년 10월 27일 ~ 2015년 6월 28일 |
| 6기  | YTN 뉴스 10 (1부) YTN 뉴스 11 (2부)         | 2015년 6월 29일 ~ 2015년 10월 4일  |
| 7기  | YTN 뉴스나이트                              | 2015년 10월 5일 ~ 2018년 12월 2일  |
| 8기  | YTN 뉴스나이트 (평일) YTN 뉴스와이드 (주말) | 2018년 12월 3일 ~ 2024년 4월 1일   |
| 9기  | YTN 24                                      | 2024년 4월 2일 ~ 2024년 4월 30일   |
| 10기 | YTN 뉴스NIGHT (평일) YTN 뉴스와이드 (주말)  | 2024년 5월 1일 ~ 현재              |

## 제공 시보
- 한화생명

## 같이 보기
- KBS 뉴스 9 (KBS 1TV)
- MBC 뉴스데스크 (MBC TV)
- SBS 8 뉴스 (SBS TV)
- EBS 저녁뉴스 (EBS 1TV)
- MBN 뉴스7 (MBN)
- MBN 뉴스센터 (MBN)
- JTBC 뉴스룸 (JTBC)
- TV조선 뉴스 9 (TV조선)
- TV조선 뉴스 7 (TV조선)
- 뉴스A (채널A)
- 뉴스투나잇 (연합뉴스TV)